# Internationales Jahr der Zusammenarbeit im Bereich Wasser
Die Generalversammlung der Vereinten Nationen hat am 20. Dezember 2010 in ihrer Resolution 65/154 das Jahr 2013 zum Internationalen Jahr der Zusammenarbeit im Bereich Wasser („International Year of Water Cooperation“) erklärt. Die Koordinierung liegt bei der Hauptabteilung Wirtschaftliche und Soziale Angelegenheiten des UN-Sekretariats.
Aufbauend auf dieser Entscheidung soll sich auch der Weltwassertag am 22. März 2013 auf das Thema „Zusammenarbeit im Wasserbereich“ konzentrieren.